# Pato Machete
Patricio Chapa Elizalde (Monterrei, Nuevo Leon, 6 de outubro de 1975), mais conhecido pelo seu nome artístico Pato Machete, é um rapper mexicano.
Elizalde é mais conhecido como um dos co-fundadores do grupo hip hop Control Machete.

## Discografia

### Carreira solo
- 2008 - Contrabanda
- 2012 - 33
- 2016 - Rifa!